# 湘赣艾
湘赣艾（学名：Artemisia gilvescens）为菊科蒿属的植物。分布在日本以及中国大陆的安徽、四川、湖北、江西、湖南等地，多生长在低海拔地区的路旁、灌丛以及林缘等地区，目前尚未由人工引种栽培。